# Campeonato Sul-Americano de Atletismo de 1989
O Campeonato Sul-Americano de Atletismo de 1989 foi a 35.ª edição do evento, organizado pela CONSUDATLE na cidade de Medellín, na Colômbia. A competição contou com 41 provas, tendo como destaque o Brasil com 57 medalhas no total, sendo 24 de ouro.

## Medalhistas

### Masculino
| Evento                      | Ouro                              | Ouro      | Prata                          | Prata     | Bronze                            | Bronze    |
| --------------------------- | --------------------------------- | --------- | ------------------------------ | --------- | --------------------------------- | --------- |
| 100 metros                  | John Jairo Mena · Colômbia        | 10.4A     | Florencio Aguilar · Panamá     | 10.4A     | Antônio dos Santos Filho · Brasil | 10.5A     |
| 200 metros                  | Robson da Silva · Brasil          | 20.44A    | Sérgio Menezes · Brasil        | 20.88A    | Jesús Malavé · Venezuela          | 21.12A    |
| 400 metros                  | Sérgio Menezes · Brasil           | 45.88A    | Wilson Cañizales · Colômbia    | 45.91A    | Roberto Bortolotto · Brasil       | 46.38A    |
| 800 metros                  | Pablo Squella · Chile             | 1:49.19A  | Geraldo de Assis · Brasil      | 1:49.29A  | Edgar de Oliveira · Brasil        | 1:49.51A  |
| 1 500 metros                | Edgar de Oliveira · Brasil        | 3:47.7A   | José López · Venezuela         | 3:47.9A   | José Abel Segura · Colômbia       | 3:48.9A   |
| 5 000 metros                | Gerardo de Assis · Brasil         | 14:09.60A | Silvio Salazar · Colômbia      | 14:10.58A | Silvio Guerra · Equador           | 14:11.20A |
| 10 000 metros               | Rolando Vera · Equador            | 29:28.1A  | Gerardo de Assis · Brasil      | 29:55.5A  | Silvio Salazar · Colômbia         | 30:14.3A  |
| 20 km marcha atlética       | Sérgio Galdino · Brasil           | 1:24:51A  | Héctor Moreno · Colômbia       | 1:24:56A  | Querubín Moreno · Colômbia        | 1:28:32A  |
| Maratona                    | Gustavo Paredes · Equador         | 2:23:42A  | Wilson Pérez · Equador         | 2:23:47A  | Fernando Guio · Colômbia          | 2:39:44A  |
| 110 metros barreiras        | Pedro Chiamulera · Brasil         | 14.1A     | Eliexer Pulgar · Venezuela     | 14.1A     | Elvis Cedeño · Venezuela          | 14.1A     |
| 400 metros barreiras        | Pedro Chiamulera · Brasil         | 50.12A    | Antônio Dias Ferreira · Brasil | 51.26A    | Antonio Smith · Venezuela         | 51.32A    |
| 3.000 metros com obstáculos | Adauto Domingues · Brasil         | 8:49.2A   | Carlos Ravani · Brasil         | 8:53.9A   | Ricardo Vera · Uruguai            | 8:57.5A   |
| 4×100 metros estafetas      | Brasil                            | 39.84A    | Colômbia                       | 39.87A    | Venezuela                         | 40.81A    |
| 4×400 metros estafetas      | Venezuela                         | 3:05.76A  | Brasil                         | 3:06.33A  | Chile                             | 3:06.34A  |
| Salto em altura             | Milton Riitano Francisco · Brasil | 2.15A     | Santiago Lozada · Peru         | 2.09A     | José Luís Mendes · Brasil         | 2.03A     |
| Salto à vara                | Renato Bortolocci · Brasil        | 5.10A     | Miguel Saldarriaga · Colômbia  | 5.10A     | Elson de Souza · Brasil           | 4.90A     |
| Salto em comprimento        | Luis Lorduy · Colômbia            | 7.77A     | Ángel Tovar · Venezuela        | 7.74A     | Olivier Cadier · Brasil           | 7.68A     |
| Salto triplo                | Sergio Saavedra · Venezuela       | 16.86A    | Abcelvio Rodrigues · Brasil    | 16.48A    | Jorge da Silva · Brasil           | 16.38A    |
| Arremesso de peso           | Gert Weil · Chile                 | 19.98A    | Adilson Oliveira · Brasil      | 17.49A    | João dos Santos · Brasil          | 16.25A    |
| Lançamento de disco         | João dos Santos · Brasil          | 58.00A    | José Jacques · Brasil          | 52.88A    | Gert Weil · Chile                 | 52.36A    |
| Lançamento do martelo       | Marcelo Pugliese · Argentina      | 67.00A    | Andrés Charadia · Argentina    | 65.56A    | Pedro Rivail Atílio · Brasil      | 63.34A    |
| Lançamento do dardo         | Luis Lucumí · Colômbia            | 77.80A    | Antar Martínez · Colômbia      | 67.20A    | Luis Carrasco · Venezuela         | 65.38A    |
| Decatlo                     | Martín Badano · Argentina         | 7378A     | José de Assis · Brasil         | 7324A     | Oscar Veit · Argentina            | 7033A     |

### Feminino
| Evento                   | Ouro                          | Ouro     | Prata                            | Prata    | Bronze                         | Bronze   |
| ------------------------ | ----------------------------- | -------- | -------------------------------- | -------- | ------------------------------ | -------- |
| 100 metros               | Amparo Caicedo · Colômbia     | 11.3A    | Ximena Restrepo · Colômbia       | 11.4A    | Cleide Amaral · Brasil         | 11.5A    |
| 200 metros               | Olga Conte · Argentina        | 23.33A   | Jupira da Graça · Brasil         | 23.44A   | Amparo Caicedo · Colômbia      | 23.68A   |
| 400 metros               | Norfalia Carabalí · Colômbia  | 52.10A   | Olga Conte · Argentina           | 53.47A   | Claudete Alves Pina · Brasil   | 54.26A   |
| 800 metros               | Maria Andrade · Brasil        | 2:08.79A | Amparo Alba · Colômbia           | 2:08.83A | Célia dos Santos · Brasil      | 2:08.99A |
| 1 500 metros             | Rita de Jesus · Brasil        | 4:31.6A  | Silvana Pereira · Brasil         | 4:32.1A  | Janeth Caizalitín · Equador    | 4:32.9A  |
| 3 000 metros             | Carmem de Oliveira · Brasil   | 9:22.58A | Janeth Caizalitín · Equador      | 9:36.43A | Rita de Jesus · Brasil         | 9:36.95A |
| 10 000 metros            | Carmem de Oliveira · Brasil   | 35:08.5A | Sandra Ruales · Equador          | 35:55.2A | Yolanda Quimbita · Equador     | 35:55.3A |
| 10 km marcha atlética    | Miriam Ramón · Equador        | 50:30.3A | Luisa Nivicela · Equador         | 50:30.3A | Liliana Bermeo · Colômbia      | 51:02.4A |
| 100 metros com barreiras | Juraciara da Silva · Brasil   | 13.5A    | Ana María Comaschi · Argentina   | 13.7A    | Arlene Phillips · Venezuela    | 13.8A    |
| 400 metros com barreiras | Liliana Chalá · Equador       | 57.68A   | Maribelsy Peña · Colômbia        | 60.30A   | Joana Caetano · Brasil         | 60.69A   |
| 4×100 metros estafetas   | Brasil                        | 44.69A   | Colômbia                         | 45.26A   | Uruguai                        | 46.61A   |
| 4×400 metros estafetas   | Colômbia                      | 3:37.0A  | Brasil                           | 3:37.7A  | Uruguai                        | 3:44.0A  |
| Salto em altura          | Orlane dos Santos · Brasil    | 1.85A    | Mônica Lun kilometreoss · Brasil | 1.79A    | Janeth Lagoyete · Colômbia     | 1.70A    |
| Salto em comprimento     | Rita Slompo · Brasil          | 6.22A    | Maria de Jesus · Brasil          | 6.05A    | Ana María Comaschi · Argentina | 5.96A    |
| Arremesso de peso        | Marinalva dos Santos · Brasil | 15.16A   | Alexandra Amaro · Brasil         | 14.95A   | Virginia Salomón · Venezuela   | 14.20A   |
| Lançamento de disco      | Rosana Piovesan · Brasil      | 49.36A   | Berta Gómez · Colômbia           | 47.54A   | Amélia Moreira · Brasil        | 44.54A   |
| Lançamento do dardo      | Mônica Rocha · Brasil         | 54.94A   | Marieta Riera · Venezuela        | 54.70A   | Sueli dos Santos · Brasil      | 52.78A   |
| Heptatlo                 | Conceição Geremias · Brasil   | 5574A    | Zorobabelia Córdoba · Colômbia   | 5436A    | Joelma Souza · Brasil          | 5271A    |

A = Afetado pela altitude

## Quadro de medalhas
| Ordem | País      | Medalha de ouro | Medalha de prata | Medalha de bronze | Total |
| ----- | --------- | --------------- | ---------------- | ----------------- | ----- |
| 1     | Brasil    | 24              | 16               | 17                | 57    |
| 2     | Colômbia  | 6               | 12               | 7                 | 25    |
| 3     | Equador   | 4               | 4                | 3                 | 11    |
| 4     | Argentina | 3               | 3                | 2                 | 8     |
| 5     | Venezuela | 2               | 4                | 7                 | 13    |
| 6     | Chile     | 2               | 0                | 2                 | 4     |
| 7     | Panamá    | 0               | 1                | 0                 | 1     |
| 7     | Peru      | 0               | 1                | 0                 | 1     |
| 9     | Uruguai   | 0               | 0                | 3                 | 3     |

Legenda
| Recorde mundial       | Recorde mundial (World record)               |                       | Recorde africano                      | Recorde africano (African) |                                           | Q | Classificado por posição (Qualified) |
| Recorde do campeonato | Recorde do campeonato (Championship record)  | Recorde da América    | Recorde da América (Americas)         | q                          | Classificado por melhor tempo (Qualified) |   |                                      |
| Melhor marca do ano   | Melhor marca do ano (World leading)          | Recorde asiático      | Recorde asiático (Asian)              | DNS                        | Não largou (Did not start)                |   |                                      |
| Recorde nacional      | Recorde nacional (National record)           | Recorde europeu       | Recorde europeu (European)            | DNF                        | Não terminou (Did not finish)             |   |                                      |
| Recorde pessoal       | Recorde pessoal do atleta (Personal best)    | Recorde da Oceania    | Recorde da Oceania (Oceania)          | DSQ / DQ                   | Desclassificado (Disqualified)            |   |                                      |
| Recorde da temporada  | Recorde da temporada do atleta (Season best) | Recorde sul-americano | Recorde sul-americano (South America) | NM                         | Sem marca (No mark)                       |   |                                      |